# EcoQuest: The Search for Cetus
EcoQuest: The Search for Cetus — обучающая приключенческая компьютерная игра, разработанная и изданная американской компанией Sierra On-Line в 1991 году для платформы DOS. Является первой частью игровой серии EcoQuest. Сначала была выпущена на дискетах, а затем на компакт-дисках.

## Сюжет
Главным героем является 10-летний Адам Грини, сын эколога и молодой дайвер.
Адам знакомится с дельфином по-имени Дельфинеус, находя с ним общий язык. Дельфинеус рассказывает Адаму страшную новость, происходящую в подводной стране Элурии: пропал кит Цетус, король Элурии, защищающий Элурию от злобного морского дьявола. Адам соглашается прийти к нему на помощь. Вооружившись аквалангом, он погружается в подводное царство и находит общий язык с его обитателями, помогая им, одновременно очищая подводное царство от мусора, брошенного людьми. Ближе к концу игры, морской дьявол похищает Дельфинеуса, тот говорит Адаму, чтобы поскорее нашел Цетуса, а за дельфина не беспокоился, Адам встречает Цетуса, зацепившегося за гарпун. Он снимает с него гарпун, лечит рану, тот, выслушав, что происходит в Элурии и как Дельфинеус попал в беду, идет к морскому дьяволу на смертный бой. В конце концов, Цетус побеждает, не без помощи Адама правда (во время битвы, Адам колом ранит морского дьявола), после битвы начинается праздник во всей Элурии, и благодарный её народ дарит Адаму подарок: жемчужину. После праздника Адам возвращается домой.